# Narine Abgarian
Narine Jurjewna Abgarian (ros. Наринэ Юрьевна Абгарян, orm. Նարինե Յուրիի Աբգարյան; ur. 14 stycznia 1971 w Berdzie) – rosyjska pisarka, autorka książek dla dzieci i młodzieży, tłumaczka i blogerka pochodzenia ormiańskiego. Laureatka nagrody literackiej Jasna Polana przyznawana przez Muzeum Lwa Tołstoja w Jasnej Polanie.  

## Biografia
Abgarian urodziła się w Berdzie, w prowincji Tawusz, w Armenii. Jest najstarszym z pięciorga dzieci lekarza i nauczycielki. Dziadek ze strony ojca był ormiańskim uchodźcą z zachodniej Armenii, a babcia pochodziła ze wschodniej Armenii. Dziadek ze strony matki był również Ormianinem, pochodzącym z Karabachu, a babcia była Rosjanką, pochodzącą z obwodu archangielskiego w Rosji. Abgarian ukończyła szkołę średnią w Berdzie. Uczyła się gry na fortepianie w szkole muzycznej. Ukończyła Państwowy Uniwersytet Lingwistyczny im. W. Briusowa w Erywaniu, uzyskując dyplom nauczyciela języka i literatury rosyjskiej. W 1993 r. przeprowadziła się do Moskwy, gdzie wyszła za mąż i w 1995 r. urodziła syna. W 2022 r. po agresji Rosji na Ukrainę wyemigrowała do Niemiec. Obecnie dzieli czas między Niemcy i Armenię.   

## Kariera

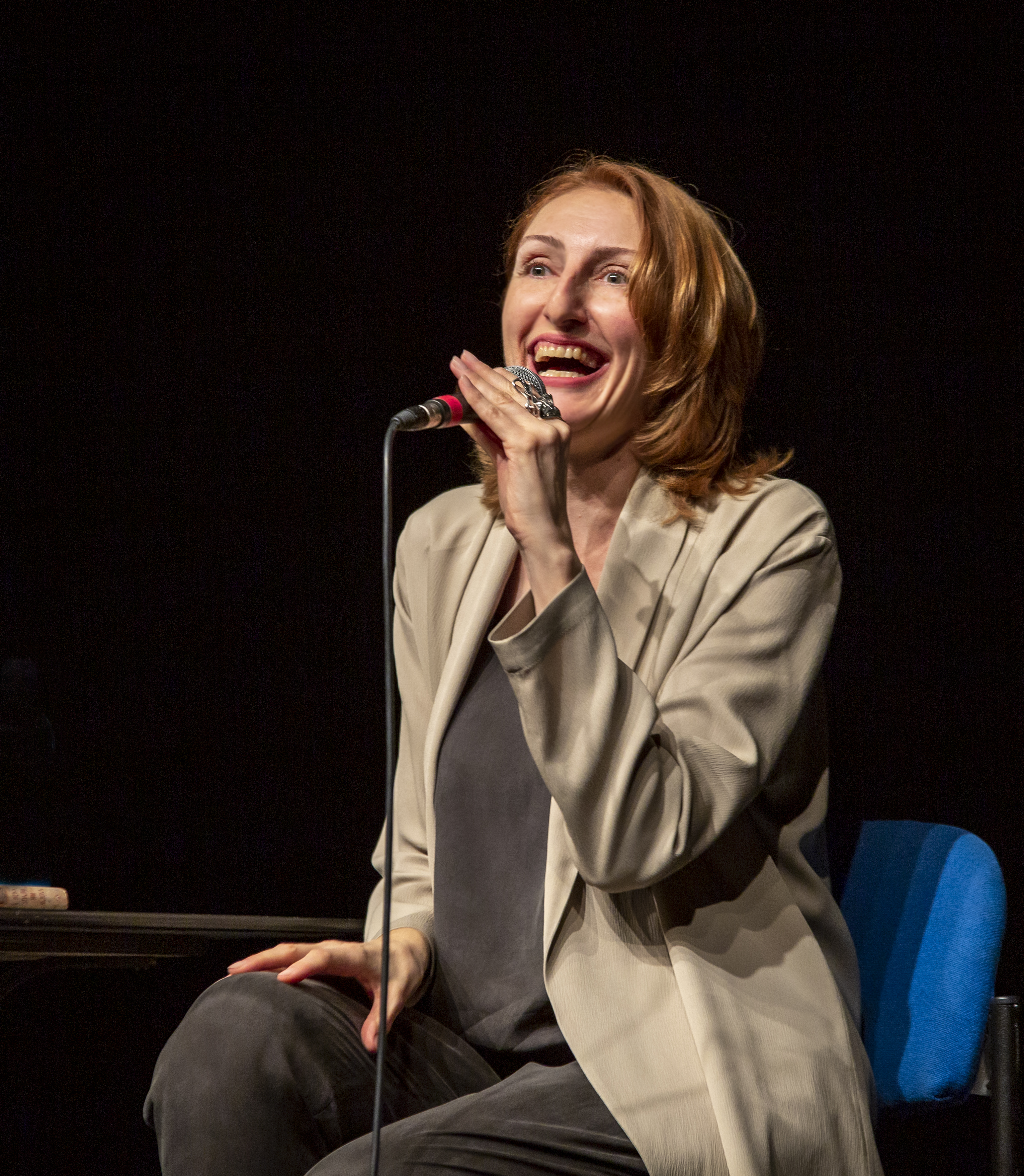
Narine Abgarian, Izrael, 2019

Literacka droga Abgarian rozpoczęła się od założenia bloga na rosyjskiej wersji portalu internetowego LiveJournal. Po raz pierwszy stworzyła własną stronę w 2005 r., ale po kilku miesiącach przestała pisać i powróciła do publikowania wiosną 2009 r. Zaczęła pisać historie o dziewczynce, którą nazwała Maniunia. Zainteresowała się nimi pisarka Lara Gall i przedstawiła Abgarian redaktorce wydawnictwa Astrel-SPb, Irinie Kopylowej. W rezultacie współpracy w 2010 r. ukazała się jej pierwsza książka Maniunia, a następnie wydawnictwo opublikowało kolejne dwie części: Maniunia piszet fantasticzyskyj roman i Ponajechawszaja. W 2015 r. została jedną z dwóch laureatek (obok Iriny Krajewej) Rosyjskiej Nagrody Literackiej im. Aleksandra Grina - za wybitny wkład w rozwój literatury rosyjskiej. 
W 2015 r. wydała powieść Z nieba spadły trzy jabłka (S nieba upali tri jabłoka) za którą, w 2016 r., otrzymała rosyjską nagrodę literacką Jasna Polana przyznawaną przez Muzeum Lwa Tołstoja w Jasnej Polanie. Część jej książek została przetłumaczona na kilkanaście innych języków, w tym na ormiański. W 2020 r. brytyjski PEN Club sfinansował pierwsze tłumaczenie na język angielski Three Apples Fell from the Sky, dzięki czemu zyskała popularność w Wielkiej Brytanii. W 2020 r. The Guardian uznał ją za jedną z sześciu najbardziej wyróżniających się europejskich pisarzy. W 2023 r. powieść ukazała się w Polsce nakładem wydawnictwa GlowBook.

## Nagrody i wyróżnienia
- 2011: Rukopiś goda za książkę Maniunia[10]
- 2013: BABY-NOSE[11]
- 2015: Laureatka Rosyjskiej Nagrody Literackiej im. Aleksandra Grina - za wybitny wkład w rozwój literatury rosyjskiej
- 2016: Nagroda literacka Jasna Polana[6]

## Wybrane dzieła
- 2010: Maniunia
- 2011: Maniunia piszet fantasticzyskyj roman
- 2011: Ponajechawszaja
- 2012: Maniunia, jubilej Ba i proczije triewołnienija
- 2012: Siemion Andrieicz. Letopiś w karakulach
- 2014: Ludi, kotoryje wsiegda so mnoj
- 2015: S nieba upali tri jabłoka
- 2015: Sczastje Mury
- 2016: Zułali
- 2016: Ludi naszego dwora
- 2018: Dalsze żyt´
- 2020: Simon
- 2022: Mołczanije cwieta

## Ekranizacje
- 2021-2024: Maniunia serial telewizyjny w reżyserii Armana Marutiana[12]
- 2021: Zułali w reżyserii Ajka Ordiana[13]
- 2023: Maniunia: Nowogodnije prikluczenija w reżyserii Armana Marutiana[14]
- 2024: Maniunia: Prikluczenija w Moskwie w reżyserii Dienisa Gulara[15]
- 2024: Maniunia: Prikluczenija w dieriewnie w reżyserii Dienisa Gulara[16]
- 2024: serial Simon w reżyserii Armana Marutiana[17]
- 2024: Dień rożdienija Ba w reżyserii Armana Marutiana[18]